# みやざきみえこ

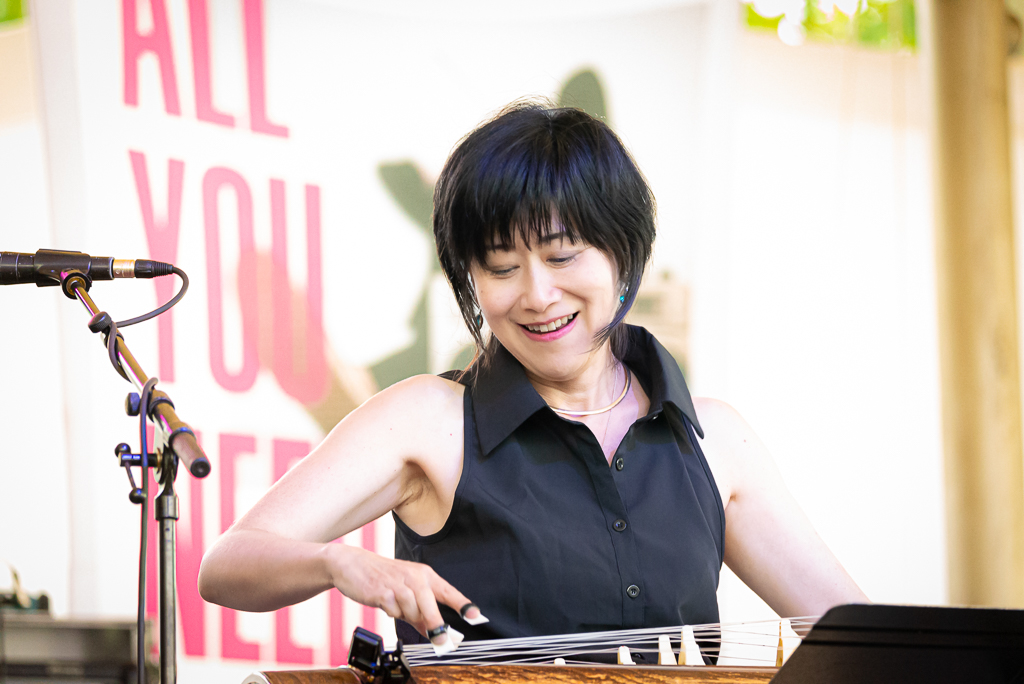
Paris Jazz Festival 2023（於 パリ花公園）

みやざきみえこは、箏奏者、シンガーソングライター。東京藝術大学音楽学部邦楽科卒業。
9歳より琴を始める。東京芸術大学在学中に、皇居にて皇后・皇太子の前で演奏する。卒業後は、NHK邦楽オーディションに合格し、プロの道を歩み始める。1999年、阪神大震災記念追悼コンサートで琴ソロ曲自作自演。1998年・2000年とフランスのポール・モーリア・グランド・オーケストラと共演、モーリアのレーベルより琴とピアノのアルバムをリリース。
古典のみならず、J.S.バッハ、ショパンなどの洋楽も琴で演奏し、ヨーロッパの音楽家とコラボレーションを試み、自ら作詞、作曲、ヴォーカルを担当するなど、幅広く活躍している。尺八奏者藤原道山とのユニット「EAST CURRENT」も立ち上げる。2004年に全米5都市ツアーを行う。2004年から2005年には、「邦楽ジャーナル倶楽部"和音"」（2005年6月で閉店）にて10回に及ぶ琴独奏のソロライブを行った。実際のライブでは、「10月」などCDに入っていない、数々の曲及び歌を聴くことができる。
2005年よりフランスのボルドーに活動の拠点を移し、ヨーロッパを中心にソロ活動を行っている。Michel Torr、Les Primitifs du Futur、鬼太鼓座など、国際色豊かなアーティストとの共演も多数。

## ディスコグラフィ
- 「パクシのうた」（1994年）NHK教育「おかあさんといっしょ」短編アニメ「パクシ」主題歌
- ファイブGOGO「Setembro」
- 「あそびにおいで」（2000年5月）
- ARCADIO/Mieko MIYAZAKI「DUO」（2000年2月）
- 「koto Sebastian Bach 2000」（2000年7月）
- 「koto Ambient Chopin」（2000年12月）
- 「琴 Ambient Gymnopédie」（2002年9月）
- EAST CURRENT「EAST CURRENT」（2003年4月）
- 「大きな河と小さな恋」in「Asian Muse」（2004年2月）
- 「あじさい」、「ふたつのこもりうた」、「Blue Swing」in「トリコロ」（2004年6月）

## 楽曲提供
NHK『おかあさんといっしょ』※全て作詞を担当
- 「アップルパイひとつ」（1994年4月）
- 「どんまい」（1994年9月）